# جيرانت هويلز
جيرانت هويلز (بالإنجليزية: Geraint Wyn Howells, Baron Geraint)‏ هو سياسي بريطاني، ولد في 15 أبريل 1925، وتوفي في 17 أبريل 2004. حزبياً، نشط في الديمقراطيون الليبراليون والحزب الليبرالي.

## مناصب
- في الانتخابات العامة في المملكة المتحدة فبراير 1974 [الإنجليزية]‏، انتخب عضو البرلمان السادس والأربعون للمملكة المتحدة عن دائرة سيريديجيون خلال فترته النيابية ‏ (28 فبراير 1974 – 20 سبتمبر 1974).
- في الانتخابات العامة في المملكة المتحدة أكتوبر 1974 [الإنجليزية]‏، انتخب عضو البرلمان السابع والأربعون للمملكة المتحدة عن دائرة سيريديجيون خلال فترته النيابية ‏ (10 أكتوبر 1974 – 7 أبريل 1979).
- في الانتخابات العامة للمملكة المتحدة 1979 [الإنجليزية]‏، انتخب عضو البرلمان الثامن والأربعون للمملكة المتحدة عن دائرة سيريديجيون خلال فترته النيابية ‏ (3 مايو 1979 – 13 مايو 1983).
- انتخب عضو البرلمان الخمسون للمملكة المتحدة عن دائرة سيريديجيون وقد انضم خلال فترته النيابية ‏ (8 مارس 1988 – 16 مارس 1992)  للكتلة البرلمانية الديمقراطيون الليبراليون.
- في الانتخابات العمومية للمملكة المتحدة 1983 [الإنجليزية]‏، انتخب عضو البرلمان التاسع والأربعون للمملكة المتحدة عن دائرة سيريديجيون وقد انضم خلال فترته النيابية ‏ (9 يونيو 1983 – 18 مايو 1987)  للكتلة البرلمانية الحزب الليبرالي.
- في الانتخابات العمومية للمملكة المتحدة 1987 [الإنجليزية]‏، انتخب عضو البرلمان الخمسون للمملكة المتحدة عن دائرة سيريديجيون وقد انضم خلال فترته النيابية ‏ (11 يونيو 1987 – 8 مارس 1988)  للكتلة البرلمانية الحزب الليبرالي.
- انتخب عضو مجلس اللوردات.